# Stephen Altman
Stephen Altman (Kansas City, 15 ottobre 1956) è uno scenografo statunitense.
Terzogenito del regista Robert Altman, ha curato le scenografie di svariati suoi film a partire dagli anni ottanta, venendo candidato all'Oscar alla migliore scenografia nel 2002 per Gosford Park.

## Filmografia

### Cinema
- Secret Honor, regia di Robert Altman (1984)
- Follia d'amore (Fool for Love), regia di Robert Altman (1985)
- Terapia di gruppo (Beyond Therapy), regia di Robert Altman (1987)
- Il buio si avvicina (Near Dark), regia di Kathryn Bigelow (1987)
- Vincent & Theo, regia di Robert Altman (1990)
- I protagonisti (The Player), regia di Robert Altman (1992)
- Tina - What's Love Got to Do with It, regia di Brian Gibson (1998)
- America oggi (Short Cuts), regia di Robert Altman (1993)
- Prêt-à-porter, regia di Robert Altman (1994)
- Kansas City, regia di Robert Altman (1996)
- L'ultimo contratto (Grosse Pointe Blank), regia di George Armitage (1997)
- Conflitto d'interessi (The Gingerbread Man), regia di Robert Altman (1998)
- La fortuna di Cookie (Cookie's Fortune), regia di Robert Altman (1999)
- Il dottor T & le donne (Dr. T & the Women), regia di Robert Altman (2000)
- Gosford Park, regia di Robert Altman (2001)
- Brivido biondo (The Big Bounce), regia di George Armitage (2004)
- Ray, regia di Taylor Hackford (2004)
- The Sisters - Ogni famiglia ha i suoi segreti (The Sisters), regia di Arthur Allan Seidelman (2005)
- Looking for Comedy in the Muslim World, regia di Albert Brooks (2005)
- Hot Rod - Uno svitato in moto (Hot Rod), regia di Akiva Schaffer (2007)
- Janie Jones, regia di David M. Rosenthal (2014)
- Chronicle, regia di Josh Trank (2012)
- Draft Day, regia di Ivan Reitman (2014)
- Left Behind - La profezia (Left Behind), regia di Vic Armstrong (2014)
- Capone, regia di Josh Trank (2020)
- L'ultimo colpo di mamma (The Sleepover), regia di Trish Sie (2020)

### Televisione
- Tanner '88 – miniserie TV, 11 puntate (1988)
- The Caine Mutiny Court-Martial, regia di Robert Altman – film TV (1988)
- The Ballad of Lucy Whipple, regia di Jeremy Kagan – film TV (2001)
- Georgia O'Keeffe, regia di Bob Balaban – film TV (2009)
- Shameless – serie TV, episodio 1x01 (2011)
- Confirmation - Una donna per la verità (Confirmation), regia di Rick Famuyiwa – film TV (2016)
- Dirty Dancing, regia di Wayne Blair – film TV (2017)

## Riconoscimenti
- Premi Oscar
  - 2002 – Candidatura alla migliore scenografia per Gosford Park
- Premi BAFTA
  - 2002 – Candidatura alla migliore scenografia per Gosford Park
- Satellite Awards
  - 2002 – Candidatura alla migliore scenografia per Gosford Park